# Henri Letondal
Henri Letondal (Montréal, 29 giugno 1901 – Hollywood, 15 febbraio 1955) è stato un attore francese.

## Biografia
Nacque a Montréal il 29 giugno 1901, figlio di Arthur Letondal.
Morì a Hollywood il 15 febbraio 1955.

## Filmografia
- Il filo del rasoio (The Razor's Edge), regia di Edmund Goulding (1946)
- La magnifica bambola (Magnificent Doll), regia di Frank Borzage (1946)
- Il passato è sempre presente (Whispering City), regia di Fyodor Otsep (1947)
- La superba creola (The Foxes of Harrow), regia di John M. Stahl  (1947)
- The Crime Doctor's Gamble, regia di William Castle (1947)
- Il tempo si è fermato (The Big Clock), regia di John Farrow (1948)
- Amore sotto i tetti (Apartment for Peggy), regia di George Seaton (1948)
- L'adorabile intrusa (Mother Is a Freshman), regia di Lloyd Bacon (1949)
- Le due suore (Come to the Stable), regia di Henry Koster (1949)
- Madame Bovary, regia di Vincente Minnelli (1949)
- Credimi (Please Believe Me), regia di Norman Taurog (1950)
- Sua Altezza si sposa (Royal Wedding), regia di Stanley Donen (1951)
- Divertiamoci stanotte (On the Riviera), regia di Walter Lang (1951)
- Kind Lady, regia di John Sturges (1951)
- Il cacciatore del Missouri (Across the Wide Missouri), regia di William A. Wellman (1951)
- I 10 della legione (Ten Tall Men), regia di Willis Goldbeck (1951)
- Inferno bianco (The Wild North), regia di Andrew Marton (1952)
- Modelle di lusso (Lovely to Look At), regia di Mervyn LeRoy (1952)
- Uomini alla ventura (What Price Glory?), regia di John Ford (1952)
- Il grande cielo (The Big Sky), regia di Howard Hawks (1952)
- Il magnifico scherzo (Monkey Business), regia di Howard Hawks (1952)
- La legione del Sahara (Desert Legion), regia di Joseph Pevney (1953)
- Il sergente Bum! (South Sea Woman), regia di Arthur Lubin (1953)
- Nebbia sulla Manica (Dangerous when Wet), regia di Charles Walters (1953)
- Gli uomini preferiscono le bionde (Gentlemen Prefer Blondes), regia di Howard Hawks (1953)
- Per ritrovarti (Little Boy Lost), regia di George Seaton (1953)
- Yankee Pascià (Yankee Pasha), regia di Joseph Pevney (1954)
- Giocatore d'azzardo (The Gambler from Natchez), regia di Henry Levin (1954)
- Così parla il cuore (Deep in My Heart), regia di Stanley Donen (1954)
- Spionaggio atomico (A Bullet for Joey), regia di Lewis Allen (1955)